# الاجتهادات العلاجية في القضاء
يدرس الفقه العلاجي (" TJ ") القانون كقوة اجتماعية (أو عامل) يؤدي حتماً إلى نتائج غير مقصودة، والتي قد تكون مفيدة (علاجية) أو ضارة (مضادة للعلاج). تنبع هذه العواقب من تطبيق القواعد القانونية أو الإجراءات القانونية - أو من سلوك الفاعلين القانونيين (مثل المحامين والقضاة). عادةً ما يستخدم الباحثون والممارسون في TJ أساليب وبيانات العلوم الاجتماعية لدراسة مدى تأثير القاعدة أو الممارسة القانونية على الصحة النفسية للأشخاص الذين تؤثر عليهم، ثم استكشاف الطرق التي يمكن من خلالها تقليل العواقب المضادة للعلاج، وتعزيز النتائج العلاجية، دون الإخلال بمتطلبات الإجراءات القانونية الواجبة.

## التنمية في وقت مبكر
تم استخدام المصطلح لأول مرة من قبل البروفيسور ديفيد ويكسلر، من كلية الحقوق بجامعة أريزونا روجرز وكلية الحقوق بجامعة بورتوريكو، في ورقة تم تسليمها إلى المعهد الوطني للصحة العقلية في عام 1987. كونستانس باكهاوس، مؤرخ قانوني بارز من كندا، نشر سيرة ويكسلر وعمله. جنبًا إلى جنب مع البروفيسور بروس وينيك من كلية الحقوق بجامعة ميامي، الذي طور المنطقة مع ويكسلر، اقترح أساتذة القانون الحاجة إلى منظور جديد في الفقه العلاجي، يهدف إلى دراسة مدى القواعد الموضوعية والإجراءات القانونية ودور تنتج الجهات الفاعلة القانونية (المحامون والقضاة في المقام الأول) عواقب علاجية أو مضادة للأفراد المشاركين في العملية القانونية. في أوائل التسعينيات، بدأ العلماء القانونيون في استخدام المصطلح عند مناقشة قانون الصحة العقلية، بما في ذلك ويكسلر في كتابه عام 1990 الفقه العلاجي: القانون كعامل علاجي، وويكسلر ووينيك في كتابهما عام 1991، مقالات في الفقه العلاجي . سرعان ما انتشر نهج الفقه العلاجي إلى ما هو أبعد من قانون الصحة العقلية ليشمل عمل TJ في القانون الجنائي، وقانون الأسرة والأحداث، وقانون الصحة، وقانون الضرر، والعقود والقانون التجاري، وقانون الائتمانات والتركات، وقانون الإعاقة، والقانون الدستوري، وقانون الأدلة، والمهن القانونية. باختصار، أصبح الفقه العلاجي نهج الصحة العقلية للقانون بشكل عام. 
سرعان ما تم تطبيق هذا النهج على الطريقة التي يؤدي بها العديد من الجهات الفاعلة القانونية - القضاة والمحامون وضباط الشرطة وعلماء النفس ومحترفو العدالة الجنائية - أدوارهم، مما يشير إلى طرق للقيام بذلك من شأنها أن تقلل من العواقب غير المقصودة المضادة للعلاج وتزيد من الرفاهية النفسية لهؤلاء. الذين يتعاملون مع هذه الشخصيات القانونية. في عام 1999 في مقالة مراجعة قانون نوتردام  تم تطبيق TJ على محاكم العلاج من تعاطي المخدرات (DTC) لأول مرة وأكد المؤلفون أن DTC كانت TJ في العمل وأن الفقه العلاجي قدمت الأسس الفقهية لـ DTCs. برز الفقه العلاجي كأساس نظري للعدد المتزايد من «محاكم حل المشكلات» التي غيرت دور القضاء. وتشمل هذه، بالإضافة إلى DTCs ، ومحاكم العنف المنزلي، ومحاكم الصحة العقلية، ومحاكم إعادة الدخول، ومحاكم المراهقين، والمحاكم المجتمعية.
احتضنت بعض الدول حركة TJ أكثر من غيرها: لا سيما الولايات المتحدة التي نشأت فيها، وكذلك كندا وأستراليا ونيوزيلندا، حيث كانت إنجلترا أبطأ حتى وقت قريب، مع تطوير بعض محاكم حل المشكلات. في الآونة الأخيرة، دخلت مفاهيم TJ في أنظمة دول أخرى مختلفة، مثل إسرائيل وباكستان  والهند واليابان. الآن، أصبح المجال دوليًا وقويًا بالكامل، كما يتضح من الإطلاق الأخير للجمعية الدولية للفقه العلاجي  ، وهو مجتمع به موقع ويب شامل وموثوق.

## إعادة صياغة الأدوار
كما تم تطبيق الفقه العلاجي في محاولة لإعادة صياغة دور المحامي. وهو يتصور المحامين الذين يمارسون أخلاقيات الرعاية ومهارات التعامل مع الآخرين، والذين يقدرون الرفاهية النفسية لعملائهم وكذلك حقوقهم ومصالحهم القانونية، ويسعون بنشاط لمنع المشاكل القانونية من خلال نهج الصياغة الإبداعية وحل المشكلات.  بدأت TJ أيضًا في تحويل التعليم القانوني، ولا سيما التعليم القانوني السريري.

## التعميم
تقليديا، ارتبط TJ ارتباطًا وثيقًا بمحاكم حل المشكلات، مثل محاكم العلاج من تعاطي المخدرات، لأن هذه المحاكم مصممة للدعوة إلى استخدام ممارسات TJ (مثل العدالة الإجرائية، والتفاعل الشخصي بين القاضي وموكله، وإظهار التعاطف، والاستماع الفعال، والإعجاب). يرغب الكثير في توسيع محاكم حل المشكلات، ولكن لعدد من الأسباب، لا سيما الاقتصادية منها، يبدو أن التوسع على نطاق واسع أمر غير مرجح؛ في الواقع، أدت العوامل الاقتصادية في بعض الولايات القضائية إلى إلغاء هذه المحاكم. لهذه الأسباب وغيرها، فإن الاهتمام الحالي من جانب العديد من علماء وأنصار TJ هو «تعميم» TJ - أي محاولة تطبيق ممارسات ومبادئ TJ في المحاكم «العادية»، خاصة في المحاكم الجنائية، الأحداث، وربما شؤون عائلية.
من أجل تعميم مبدأ العدالة الانتقالية، تتمثل الخطوة التحليلية الأولى في معرفة إلى أي مدى تكون الأحكام الحالية من القوانين الحالية «صديقة» لـ TJ - أي ما إذا كان هيكلها القانوني كافياً للسماح بإدخال ممارسات العدالة الانتقالية. إذا كان الأمر كذلك، يجب وضع برامج تعليمية لمناقشة كيفية تنفيذ القانون بطريقة أكثر علاجية. إذا لم يكن الأمر كذلك، فسيكون من الضروري إجراء مناقشة حول مدى استصواب وجدوى الإصلاح القانوني. المنهجية التحليلية المستخدمة هنا تستخدم استعارة «النبيذ» و «الزجاجات»، حيث ممارسات وتقنيات TJ هي النبيذ والهياكل القانونية الحاكمة هي الزجاجات. يتم تسهيل مشروع التعميم من خلال مدونة بعنوان الفقه العلاجي وفق التيارTherapeutic Jurisprudence in the Mainstream.

## المفاهيم ذات الصلة
وصف الفقه العلاجي بأنه فرع من علم النفس القانوني، أي الدراسة العلمية للعقل والسلوك من حيث تأثيره أو تأثره بالقانون. كما تم استخدام مصطلح الفقه النفسي لوصف دراسة القانون من حيث تأثره بالعقل والسلوك. مفهوم آخر ذو صلة هو العدالة التصالحية. تعمل مجالات علم النفس الشرعي والطب النفسي الشرعي أيضًا في مفترق طرق القانون والعقل.
لا ينبغي الخلط بين فكرة أن القانون يمكن أن يكون له دور علاجي مع أي فكرة أنه ينبغي محاولة استخدام العلاجات النفسية لأغراض قانونية (مثل الإكراه) وليس لأسباب إكلينيكية. حذر منظرو TJ أيضًا من قبول النظام القانوني للخبراء والنظريات النفسية بشكل غير نقدي، وعدم السماح للقضايا القانونية بالتنكر كقضايا طبية إذا لم تكن كذلك.
انطلاقاً من الاتجاه المعاكس، هناك مقاربة ذات صلة تُدعى الآن «علم النفس الفقهي» (العلاج في الأصل) تبحث في ما إذا كانت التدخلات النفسية تتم بشكل عادل ومتسق مع المفاهيم القانونية للعدالة.
يرتبط الفقه العلاجي أيضًا بمنظور علم الإجرام الإيجابي،  وهو نهج مفاهيمي لعلم الإجرام يركز على الاندماج الاجتماعي وعلى القوى على المستويات الفردية والجماعية والاجتماعية والروحية المرتبطة بالحد من الجريمة.

## روابط خارجية
- الشبكة الدولية للفقه العلاجي ، ديفيد ب. ويكسلر، مدير
- صفحة ويب الأستاذ بروس ج. وينسيك
- غرفة تبادل معلومات الفقه العلاجي الأسترالي
- WFPL News: حالة الشؤون في الفقه العلاجي، الخميس 1 أبريل 2010
- مشروع Hiil Innovating Justice «دمج نهج الشفاء في القانون الجنائي»
- من الفقه العلاجي... إلى العلاج الفقهي. دروجين إي واي. قانون العلوم السلوكية. 2000 ؛ 18 (4): 489-98.
- العدالة التصالحية، والفقه العلاجي، وظهور العدالة العاطفية. مايكل إس كينج، مراجعة القانون بجامعة ملبورن، 2008
- كيف يمكن للفقه العلاجي أن يعطي الحياة لحقوق الإنسان الدولية مايكل ل.بيرلين، المجلة الدولية للقانون والطب النفسي، 24 يوليو 2013